# HD 205539
HD 205539，又名BD+27 4107，SAO 89815、HR 8257，是一颗恒星，视星等为6.31，位于銀經78.72，銀緯-17.39，其B1900.0坐标为赤經21h 30m 53.1s，赤緯+27° -17.39′ 8″。